# Sutruk-Nakhunte III
Sutruk-Nakhunte III o Šutruk-Nahhunte III va ser rei d'Elam. Va governar de l'any 717 aC al 699 aC, aproximadament. Va succeir a Humbanikaix I, segurament el seu oncle.
Aquest rei es coneix sobretot per les Cròniques babilòniques, les fonts assíries i les inscripcions trobades a Susa. Els textos de Susa parlen sobretot de les obres de construcció de diversos temples.
Va lluitar contra Sargon II en dues batalles, una l'any 710 aC i l'altra el 708 aC, però va haver de retrocedir vençut. L'any 703 aC Babilònia es va revoltar una vegada més contra Assíria. El seu rei, Marduk-Apal-Iddina II va signar una aliança amb Sutruk-Nakhunte III per lluitar contra els assiris, i li va enviar per convèncer-lo una part dels tresors del temple d'Esagila. El rei d'Elam li va proporcionar un exèrcit nombrós, manat pel seu lloctinent Imbappa i deu generals més. El rei assiri Sennàquerib va derrotar aquesta coalició l'any 702 aC, obligant al rei babiloni a refugiar-se a la Baixa Mesopotàmia.
Més tard, l'any 700 aC, Marduk-Apal-Iddina II es va tornar a revoltar contra els assiris, i una altra vegada Sennàquerib el va derrotar. El rei de babilònia va haver de refugiar-se a Elam. El rei d'Assíria va instal·lar al tron de babilònia al seu fill Asshur-Nadinshum. Mentrestant, el 699 aC, una revolta al palau d'Elam va portar a la mort al rei Sutruk-Nakhunte III, i el seu germà més jove, Hallushu, es va apoderar del tron.